# Lake Tali Karng
Lake Tali Karng är en sjö i Australien. Den ligger i delstaten Victoria, omkring 160 kilometer öster om delstatshuvudstaden Melbourne. Lake Tali Karng ligger 846 meter över havet. Arean är 0,12 kvadratkilometer. 
I omgivningarna runt Lake Tali Karng växer i huvudsak städsegrön lövskog. Runt Lake Tali Karng är det mycket glesbefolkat, med 2 invånare per kvadratkilometer. Genomsnittlig årsnederbörd är 1 410 millimeter. Den regnigaste månaden är juni, med i genomsnitt 193 mm nederbörd, och den torraste är januari, med 61 mm nederbörd.